# Atlético Clube de Bissorã
El Atlético Clube de Bissorã es un equipo de fútbol de Guinea-Bissau que juega en la Segunda División de Guinea-Bissau, la segunda liga de fútbol en importancia en el país.

## Historia
Fue fundado el 1 de julio de 1946 en la ciudad de Bissorã y en la temporada 2011 se convirtieron en el primer equipo que no es de la capital Bissau en ganar el título del Campeonato Nacional de Guinea-Bisáu, obteniendo por primera vez un título nacional luego de fracasar en la temporada 2005 luego de perder la final de la Taça Nacional de Guinea-Bissau con el Sporting Clube de Bissau.
El club descendió de la máxima categoría tras quedar 9.º entre 10 equipos.

## Palmarés
- Campeonato Nacional de Guinea-Bisáu: 1

2011
- Taça Nacional de Guinea-Bissau: 0
  - Finalista: 1

2005
- Supercopa de Guinea-Bissau: 0
  - Finalista: 2

2005, 2011
- Segunda División de Suinea-Bussau: 1

2018

## Clubes Afiliados
- Atlético Lisbon.[6]